# Argia variabilis
Argia variabilis là một loài chuồn chuồn kim trong họ Coenagrionidae.
Argia variabilis is in 1865 voor het eerst wetenschappelijk beschreven door Selys.